# 1995 год в музыке

## События
- Фрэнк Синатра покидает сцену (25 февраля)
- Майкл Флэтли покидает шоу RiverDance[1]
- Robbie Williams покидает группу Take That
- Алан Уайлдер покидает группу Depeche Mode
- В Judas Priest возвращается барабанщик Скот Тревис. Записаны все дорожки к Jugulator кроме вокальных партий.
- Ноябрь — начало работы интернет-издания Pitchfork Media.

### Созданы
- В Берлине создана немецкая фолк-метал группа In Extremo.
- Создана российская музыкальная компания RDS Records.
- Начал музыкальную карьеру французский дуэт Air.
- Образован коллектив Sneaker Pimps.
- Основана американская фолк/дарк-метал группа Agalloch.
- Вася В. собрал первый состав группы Кирпичи.
- Образован датский блэк/дум-проект Nortt.
- В Москве создана альтернативная группа Мишины Дельфины.
- Devin Townsend основал метал группу Strapping Young Lad.
- В Санкт-Петербурге создана группа Башня Rowan.
- Появилась группа 'N Sync.
- В Москве создана группа Умка и Броневичок.
- В декабре состоялся совместный тур Боба Дилана и Патти Смит.
- Основана американская готик-метал группа Glass Cut Eternity.
- Во Львове Александр Коржов собирает первый состав группы Манускрипт. Группа становится лауреатом фестиваля «Серебряная подкова» (укр. «Срібна підкова»).
- Основан анархо-аморал-панк-хардкор коллектив Оргазм Нострадамуса.
- Основана Американская группа Limp Bizkit, играющая в стиле Ню-метал.
- Основана американо-армянская группа System Of A Down, играющая в стиле альтернативный метал.
- Основана американская рок-группа Evanescence, играющая в стиле готик-метал, альтернативный метал.
- Основана австралийская дэтграйнд-группа (ранее габбер) The Berzerker.
- Основана американская метал-группа Shadows Fall.
- Основана Канадская рок-группа Thousand Foot Krutch, играющая в стиле альтернативный рок, рэпкор, хардкор, ню-метал.
- В Ростове-на-Дону создана рэп-группа «Психолирик» — прообраз Касты
- В Нижнем Новгороде создана рок-группа Элизиум
- В Де-Мойн штат Айова создана метал-группа Meld ныне известная как Slipknot

### Распались
- Kyuss
- Modifidious

## Продажи
- Самый продаваемый альбом в США (Billboard Top 200) — «Cracked Rear View» (Hootie & the Blowfish), второе место — «The Hits» (Гарт Брукс), третье место — «Hell Freezes Over» (The Eagles)
- Самый продаваемый сингл в США (Billboard Hot 100) — «Gangsta’s Paradise» (Кулио)

- Самый продаваемый альбом в Великобритании — «Robson & Jerome» (Робсон и Джером), второе место — «(What’s the Story) Morning Glory?» (Oasis), третье место — «The Colour of My Love» (Селин Дион)
- Самый продаваемый сингл в Великобритании — «Unchained Melody» (Робсон и Джером)

## Награды
- «Грэмми» за альбом года — Аланис Мориссетт за «Jagged Little Pill»
- «Грэмми» за запись года — Сил за «Kiss From a Rose»
- «Грэмми» за песню года — «Kiss From a Rose»

- Brit Awards — лучшая группа — Oasis
- Brit Awards за лучший альбом — «(What’s the Story) Morning Glory» (Oasis)
- Brit Awards за лучший видеоклип — «Wonderwall» (Oasis)
- Brit Awards за лучший сингл — «Back for Good» (Take That)

- Лучшая песня согласно журналу Rolling Stone — «Fake Plastic Trees» (Radiohead)

### Зал славы рок-н-ролла
- The Allman Brothers Band (Дики Беттс, Джеймо[англ.], Грегг Оллман, Дуэйн Оллман, Берри Оукли и Бутч Тракс[англ.])[2]
- Led Zeppelin (Джон Бонэм, Джон Пол Джонс, Джимми Пейдж и Роберт Плант)[3]
- Martha and the Vandellas (Аннетт Бирд[англ.], Бетти Келли[англ.], Лоис Ривз[англ.], Марта Ривз[англ.] и Розалинд Эшфорд[англ.])[4]
- Эл Грин[5]
- Дженис Джоплин[6]
- Фрэнк Заппа[7]
- Нил Янг[8]

Раннее влияние:
- The Orioles (Томми Гэйтер, Джордж Нельсон, Джонни Рид, Сонни Тил[англ.] и Александр Шарп)[9]

Неисполнители:
- Пол Акерман[10]

### Зал славы авторов песен
- Боб Гаудио[англ.][11]
- Кеннет Гэмбл[12]
- Боб Крю[англ.][13]
- Макс Стайнер[14]
- Эндрю Ллойд Уэббер[15]
- Леон Хафф[16]

Награда Джонни Мерсера:
- Сай Коулман[17]

Награда Эйба Олмена издателю:
- Эл Галлико[18]

Награда Сэмми Кана за жизненные достижения:
- Стив Лоуренс и Эйди Горме[19]

Награда Хауи Ричмонда создателю хитов:
- Майкл Болтон[20]

Награда покровителю искусств:
- Теодор Дж. Форстменн[англ.][21]

Награда за выдающуюся песню:
- As Time Goes By[22]

### Зал славы кантри
- Роджер Миллер[23]
- Джо Уокер-Мэдор[24]

## Выпущенные альбомы
См. также категорию музыкальных альбомов 1995 года.

### Январь
- Опиум (Агата Кристи)

### Февраль
- Maxinquaye (Tricky, 20 февраля)
- In Blue (Klaus Schulze, 28 февраля)

### Март
- …and the Beat Goes On! (Scooter, 3 марта, дебютный альбом)
- The Bends (Radiohead, 13 марта)

- Everything Is Wrong (Moby, 14 марта)
- Me Against the World (2Pac, 14 марта)

### Апрель
- Wolfheart (Moonspell, LP, Century Media Records, 1 апреля)
- Strapping Young Lad (Heavy As A Really Heavy Thing, 4 апреля)
- This Beautiful Mess (Sixpence None the Richer, LP, R.E.X. Records, 18 апреля)

### Май
- I Should Coco (Supergrass, 15 мая)
- P.U.L.S.E. (Pink Floyd, 29 мая)
- Sex Affairs (E-Rotic, 29 мая)
- Kiss the Goat (Lord Belial)
- Это неправда (Алексей Глызин)

### Июнь
- Jagged Little Pill (Аланис Мориссетт)
- Panzerfaust (Darkthrone, 6 июня)
- HIStory: Past, Present and Future, Book I (Майкл Джексон, двойной альбом, 20 июня)
- Demanufacture (Fear Factory)

### Июль
- Sacrifice (Motörhead, 11 июля)
- ...And the Circus Leaves Town (Kyuss, 11 июля)
- ¡Adios Amigos! (Ramones, 18 июля)
- Кегли (Мальчишник)

### Август
- The Sound of Music (69, CD, R&S Records, 5 августа)
- Gangsta’s Paradise (Coolio, CD, MCA Records, 8 августа)
- Garbage (Garbage, CD, Almo Sounds, 15 августа)

### Сентябрь
- Ночь короче дня (Ария, 11 сентября)
- Надо влюбиться (Татьяна Овсиенко, 12 сентября)
- One Hot Minute (Red Hot Chili Peppers, 12 сентября)
- A Change of Seasons (Dream Theater, 19 сентября)
- Ballbreaker (AC/DC, 26 сентября)
- Haunted (Six Feet Under, 26 сентября) (дебютный альбом)
- Herzeleid (Rammstein, 29 сентября) (дебютный альбом)

### Октябрь
- Lucy (Candlebox, Maverick, Warner Bros. Records, 3 октября)
- Daydream (Мэрайя Кэри, Columbia Records, 3 октября)
- Forever Blue (Blue System, 9 октября)
- Disco Volante (Mr. Bungle, LP, Warner Bros. Records, 10 октября)
- Tragic Kingdom (No Doubt, 11 октября)
- Скажи Солнцу: "Да!" (Филипп Киркоров)
- Ах, какая женщина... (Фристайл)

### Ноябрь
- Made in Heaven (Queen, 6 ноября)
- Alice in Chains (Alice In Chains, 7 ноября)
- Gangsta’s Paradise (Coolio, 7 ноября)
- Enrique Iglesias (Enrique Iglesias, 21 ноября)
- The Bridge (Ace of Base, 21 ноября)
- Mental Aquaducts (Limp Bizkit, 22 Ноября)

### Декабрь
- Не делайте мне больно, господа (Алла Пугачёва, 15 декабря)

### Неточная дата
- Тысяча лет одиночества (Владимир Асмолов)
- Городской роман (Александр Новиков)
- Шансоньетка (Александр Новиков)
- Золотая карета (Анатолий Полотно)
- Landcruising (Карл Крэйг, дебютный альбом)
- Head over Heels (Пола Абдул)
- Nobody Else (Take That)
- Ballbreaker (AC/DC)
- Post (Бьорк)
- Imaginations from the Other Side (Blind Guardian)
- These Days (Bon Jovi)
- Exit Planet Dust (The Chemical Brothers)
- Erasure (Erasure)
- Short Bus (Filter)
- Insomniac (Green Day)
- Sickness (Gridlock)
- Roots to Branches (Jethro Tull)
- THRAK (King Crimson)
- Silver Apples of the Moon (Laika, дебютный альбом)
- Do You Like My Tight Sweater? (Moloko, дебютный альбом)
- Blues for Greeny (Гэри Мур, LP, Virgin)
- Southpaw Grammar (Моррисси)
- Further Down the Spiral (Nine Inch Nails)
- The Beacon Street Collection (No Doubt)
- (What’s the Story) Morning Glory? (Oasis)
- Ozzmosis (Оззи Осборн)
- Draconian Times (Paradise Lost)
- Different Class (Pulp)
- Stranger in Us All (Rainbow)
- One Hot Minute (Red Hot Chili Peppers)
- Let Your Dim Light Shine (Soul Asylum)
- The Ghost of Tom Joad (Брюс Спрингстин)
- Peel Slowly and See (The Velvet Underground)
- A Northern Soul (The Verve)
- Still Not Black Enough (W.A.S.P.)
- Inferno (Lacrimosa)
- Darmoděj a další (Яромир Ногавица)
- The Spider’s Lullabye (King Diamond)
- ...I Care Because You Do (Aphex Twin)
- Mirrorland (Mental Home)
- Live Bites (концертный альбом) (Scorpions)
- Азбука любви (Светлана Лазарева)
- Крылья (Наутилус Помпилиус)
- Сектор газа (Сектор Газа)
- По дороге в Голливуд (Валерий Леонтьев)
- Серые глаза (Ирина Салтыкова)
- Примадонна (Филипп Киркоров)
- Школьный роман (Наталья Штурм)
- Я была на Венере (Маша Распутина)
- Пусть всё будет так, как ты захочешь (Чайф)
- Лимита (Алёна Апина)
- Текиловые сны (Крематорий)
- Чересчур (Монгол Шуудан)
- Грубый закат (Звуки Му)
- Понемногу становлюсь я дураком (Тринадцатое созвездие)
- Хулиганчики (Маша Распутина, сингл)
- 1995 — (Високосный год, сборник)
- Пропащая душа (Алёна Апина)

## Родились
- 10 мая — Lida — российский певец, музыкант и автор песен, участник объединения «Антихайп».
- 24 мая — Walkie (ум. 2022) — российский рэпер и баттл-рэпер.
- 8 июля — Booker — российский музыкант, баттл-рэпер и стример, бывший участник объединения «Антихайп».
- 22 июля — Марилия Мендонса (ум. 2021) — бразильская певица и автор песен.
- 23 июля — Клава Кока — российская певица.
- 14 августа — Yung Trappa (ум. 2023) — российский рэпер и автор песен.
- 15 августа — Chief Keef американский рэпер.
- 17 августа — Metox — российский хип-хоп- и трэп-исполнитель.
- 22 августа — Дуа Липа — британская певица, автор песен и модель косовского происхождения.
- 16 декабря — pyrokinesis — российский рэпер.
- 23 декабря — CMH — российский ютубер и музыкант.

## Скончались
- 1 февраля — пропал без вести Ричи Эдвардс (объявлен умершим в 2008) — валлийский музыкант и автор песен, ритм-гитарист группы Manic Street Preachers
- 23 февраля — Мелвин Франклин[англ.] (52) — американский певец, вокалист группы The Temptations
- 26 марта — Eazy-E (30) — американский рэпер, участник группы N.W.A
- 31 марта — Селена (23) — американская певица и автор песен
- 28 апреля — Дива Тейшейра Мендес Абалада (60) — бразильский музыкальный педагог
- 14 июня — Рори Галлахер (47) — ирландский певец, гитарист и автор песен
- 22 июня — Леонид Дербенёв (64) — советский и российский поэт-песенник и переводчик
- 30 июня — Назарий Яремчук (43) — советский и украинский эстрадный певец
- 8 июля — Гюнтер Биалас (87) — немецкий композитор, пианист, дирижёр и музыкальный педагог
- 25 июля — Чарли Рич (62) — американский певец и музыкант
- 9 августа — Джерри Гарсия (53) — американский певец и музыкант, вокалист, гитарист и автор песен группы  Grateful Dead
- 21 августа — Татьяна Снежина (23) — советская поэтесса, певица и композитор
- 26 августа — Рональд Уайт[англ.] (56) — американский певец, вокалист группы The Miracles
- 30 августа — Стерлинг Моррисон (53) — американский музыкант, гитарист группы The Velvet Underground
- 25 декабря — Дин Мартин (78) — американский певец и актёр